# ᴄ
Cette page contient des caractères spéciaux ou non latins. S’ils s’affichent mal (▯, ?, etc.), consultez la page d’aide Unicode.
Le symbole petite capitale C, (minuscule : ᴄ) est une lettre additionnelle de l’écriture latine qui est utilisée dans l’alphabet phonétique ouralien de Lagercrantz.

## Utilisation
Dans l’alphabet phonétique ouralien utilisé par Eliel Lagercrantz (fi) dans Lappischer Wortschatz publié en 1939, ‹ ᴄ › représente une consonne affriquée alvéolaire semi-voisée ; le c minuscule ‹ c › représentant une consonne affriquée alvéolaire et la petite capitale indiquant le dévoisement de celle-ci.

## Représentations informatiques
La petite capitale C peut être représenté avec les caractères Unicode (Extensions phonétiques) suivants :
| formes    | représentations | chaînes de caractères | points de code | descriptions                              |
| --------- | --------------- | --------------------- | -------------- | ----------------------------------------- |
| minuscule | ᴄ               | ᴄ                     | U+1D04         | lettre minuscule latine petite capitale c |